# ツーフローMOCVD
ツーフローMOCVDは、MOCVD装置のリアクタに、縦方向からと横方向からという2つの流れによって成長基板に原料をあてるもの。赤崎勇の論文を教科書に工業技術者の中村修二が日亜化学時代、工業用に吹き付け筒を一つ付けたしたMOCVD装置に手を加えた青色発光材料であるGaN（窒化ガリウム）の成長を成功させたもの。従来のMOCVD装置では、水平に置かれた基板に上方から材料ガスを供給していたために、1,000度程度の高温に熱せられた基板表面からの熱対流により材料ガスが舞い上がり、基板まで届きにくく、うまく成長を行うことができなかった。ここで、横方向から窒素の原料となるNH3（アンモニア）を流すことにより、基板にうまくN原子を付着させることができ、良好なGaN結晶の成長を得ることができるようになった。